# Grand Prix van Albi 1948
De Grand Prix van Albi 1948 was een autorace die werd gehouden op 29 augustus 1948 op het Circuit d’Albi in Albi.

## Uitslag
| Positie | Rijder                         | Team        | Ronden | Tijd/Opgave          |
| ------- | ------------------------------ | ----------- | ------ | -------------------- |
| 1       | Luigi Villoresi                | Maserati    | 34     | 1:52:57.9            |
| 2       | Philippe Étancelin             | Talbot-Lago | 34     | +1:42.2              |
| 3       | Louis Rosier                   | Talbot-Lago | 33     | +1 ronde             |
| 4       | Ferdinando Righetti            | Ferrari     | 32     | +1 ronden            |
| 5       | Eugène Chaboud                 | Delahaye    | 31     | +3 ronden            |
| 6       | Francisco Godia-Sales          | Maserati    | 30     | +4 ronden            |
| 7       | Gianfranco Comotti             | Talbot-Lago | 24     | +10 ronden           |
| 8       | Pierre Levegh                  | Maserati    | 23     | +11 ronden           |
| 9       | "Raph"                         | Talbot-Lago | 23     | +11 ronden           |
| 10      | Louis Chiron                   | Talbot-Lago | 21     | +13 ronden           |
| NF      | Leslie Brooke                  | Maserati    |        |                      |
| NF      | Henri Louveau Richard Ramseyer | Maserati    |        |                      |
| NF      | Birabongse Bhanubandh          | Maserati    |        | Mechanisch           |
| NF      | Nello Pagani                   | Maserati    |        | Olielek              |
| NF      | Juan Jover                     | Maserati    |        | Mechanisch           |
| NF      | Salvador Fábregas              | Maserati    |        | Ophanging            |
| NF      | Bobbie Baird                   | Emeryson    |        | Magneet              |
| NF      | Yves Giraud-Cabantous          | Talbot-Lago |        | Versnellingsbak      |
| NF      | Charles Pozzi                  | Talbot-Lago |        |                      |
| NF      | Emmanuel de Graffenried        | Maserati    |        |                      |
| NF      | Igor Troubetskoy               | Ferrari     |        | Ongeluk              |
| NS      | Antonio Branca                 | Maserati    |        | Niet aanwezig        |
| NS      | Enrique Tintore                | Maserati    |        | Reserve-inschrijving |